# 無頭東宮
《無頭東宮》，香港無綫電視翡翠台古裝電視劇，共30集，由陳妙瑛、向海嵐、張兆輝及魏駿傑領銜主演，監製張乾文。該劇於2002年1月28日起，逢星期一至五晚香港時間19:30播出。此劇是女主角陳妙瑛的告別作，此劇參考美國電影奪面雙雄。
劇集首播時，安排於年初播放，被視為「倉底劇」時段，但播出後意外大受歡迎，陳妙瑛更被視為當年視后大熱門人選。

## 演員表
| 演員                | 角色             | 描述 |
| 陳妙瑛              | 楚楚→凌雲        | 美人村村民→天牢囚犯→雲妃→皇后→天牢囚犯→平民→皇后 皇帝之皇后 趙熙之親母 趙丹之養母 換臉前暱稱為「細妹」，換臉後暱稱為「大妹」 於第1—4集為楚楚，對自己的樣貌耿耿於懷，忌妒凌雲的美貌，以好姊妹的名份多次利用凌雲 於第4集被凌雲換臉，換臉後為凌雲 於第11集在外被皇帝發現，兩人相認 於第13集為了報蕭濤當日四碗麵的恩與其演戲，假裝本來的臉換回 於第14集與蕭濤欺騙神宗後被皇帝遷怒、後來被立為皇后 跟隨皇帝出征 於第17集打仗時破耶律之馬蹄鐵計策，並成功勸降遼國，與遼國元帥談和並回宮，後從馮樂人口中得知神宗已立西宮 於第20集遭楚楚陷害與遼國元帥通姦，後假稱產後神智不清欲殺神宗降罪 於第21集被斬首，後復原 於第26集得悉蕭濤要與皇帝換臉，後不惜一切救回神宗並把其帶到雲來客棧照顧 於第27集在皇帝的請求與丹兒的要求下與其再度回宮，並且獲得皇帝的信任 於第28集求楚楚救出趙熙，惜被拒絕 於第29集代熙兒喝聚義堂賜的假毒酒，成功感化熙兒 於第30集因被上天感动，而上天白光一照，紅色胎記消失 |
| 向海嵐              | 凌雲→楚楚→靳詩詩 | 美人村村民→雲妃（冒充）→天牢囚犯→靳府千金→靳妃→天牢囚犯 趙丹之親母 趙熙之養母 於第1—4集為凌鐵之女凌雲，為人善良，故意扮醜只為留在凌鐵身邊，也多次被其好姊妹楚楚所利用 於第4集與楚楚換臉，換臉後為楚楚 於第4集冒充凌雲成為雲妃，飛上枝頭 於第12集被皇帝等人被逼說出自己假冒凌雲 於第15集被太后趁皇帝與皇后打仗時，動用私刑要求其自盡，後因互利關係而被冠鼎所救，並學會琴棋書畫 於第17集以靳詩詩的身份被立為靳妃 於第23集收買宮女太監演戲教壞年幼的趙熙，令他深信幫助別人只會被人當作傻瓜，終養成趙熙殘忍霸道的性格 於第23集起與蕭濤有姦情，並共同披倒冠鼎，破壞其陰謀 於第27集起不斷挑撥熙兒與丹兒之間的感情 於第28集用苦肉計故意為趙丹擋下一刀，收買趙丹並其後對丹說出自己為其親娘，誣陷凌雲工於心計害自己才逼不得已交換趙熙和趙丹 於第28集拒絕凌雲的請求，拒絕救出天牢中的趙熙 於第30集患上失心瘋，後墮崖身亡                                                                         |
| 張兆輝              | 皇帝             | 影射宋真宗 北宋君主 凌雲、楚楚、詩詩之夫 趙熙、趙（凌）丹之父 於第11集發現雲妃私底下的"真實"，準備筆墨讓國丈寫出實情，並在外找到了被楚楚換臉的凌雲，兩人相認 於第14集和楚楚直說不喜歡楚楚的樣貌，得知被凌雲及蕭濤欺騙後遷怒於凌雲，後被宮女小小暗助，發現自己的心意，急奔去和快心死的凌雲下跪認錯，並宣立其為皇后 遭王爺設計領兵出征 於第20集屢次被楚楚等人挑撥，決意降死罪於皇后 於第21集派人快馬加鞭至刑場宣刀下留人，但為時已晚 於第27集罰趙熙和楚楚各二十大板 於第27集在宮外請求凌雲回宮，惜被拒絕 |
| 魏駿傑              | 蕭濤             | 換臉大師 希望成為國師 曾任司天監及宰相 於第4集為了榮華富貴替楚楚和凌雲換臉 於第13集再次替楚楚的凌雲換臉，然而換臉之法只可以進行一次，之後再也無法為換過臉的人回復原貌，威脅凌雲報恩，假裝臉已換回 於第24集起與楚楚有姦情，並共同披倒冠鼎，破壞其謀權 於第26集與皇帝換臉，但因凌雲破壞而失敗 於第30集被斬首 |
| 關寶慧              | 容大姐           | 皇太后之近身侍婢，負責教導妃子宮中禮儀 第14集受太后懿旨，與皇上皇后一起去打仗，優待皇上而被凌雲阻止，並對其做法不滿，後在戰場上對凌雲改觀 後來皇后失寵時向太后告發皇帝密會靳妃和提醒皇帝皇后的重要性 |
| 麥長青              | 馮樂人→凌大義    | 凌雲好友，後為義兄 暗戀凌雲 遇到凌雲前喜歡招搖撞騙 於第12集，雖有被國丈提早發現和半制止，但依然失言說出自己喜歡凌雲並想娶其為妻 於第13集把自己心愛的銅錢送給凌雲祝她好運 於第21集起成為凌鐵之義子，化名凌大義 於第24集與凌鐵接手幸福客棧，並交給其養女可兒打理，從小二口中得知他是「客棧之王」 於第24集發現凌雲錯手跌在靴子裡的銅錢，與凌鐵一同追上逃走的凌雲，最終相認 於第28集因皇帝打算判熙兒死罪而提議劫天牢 |
| 夏 萍               | 皇太后           | 太后 喜歡試探妃子 討厭楚楚和靳詩詩 對凌雲有好感 於第11集出現在楚楚身邊，以宮女的身份試探她，結果並不滿意，但被楚楚後來裝孝順攻勢後有了好感 於第13集以同樣的方法試探凌雲，稱其人品好，並給了波斯貢品讓她消除臉上的痣 於第25集因發現蕭濤跟楚楚有姦情而被蕭濤殺害 於第29集在御花園被皇帝發現已經身亡 |
| 劉 江               | 冠鼎             | 六王爺(成親王) 皇帝叔父 於第15集拯救在獄中被太后賜自盡的楚楚，打算利用楚楚欲謀朝篡位 於第23集被楚楚和蕭濤算計而令謀權篡位計劃失敗，向皇帝說出靳妃的真相後自刎。 |
| 許紹雄              | 凌鐵             | 凌雲之父 皇帝岳父(國丈) 趙熙外公 第10集認出被換成楚楚樣貌的凌雲 第11集敲衙門的鼓令官差十分憤怒，然後叫"來者何人"，後來他們知道他的國丈身分後十分害怕，怕被斬頭 進宮想告訴皇帝真相卻被楚楚下藥變成啞巴 第11集被變成凌雲樣貌的楚楚胡說有癲狂症，被綁在宮中治療 於第21集起成為馮樂人之義父，並接手幸福客棧 |
| 敖嘉年 丁力(童年)   | 趙熙             | 凌雲之親兒 楚楚之養子 趙丹同父異母之弟，與其不和，後和好 於第19集出生後與趙丹被互換身份 於第25集派人前去幸福客棧找可兒，並想拿金銀珠寶想輕薄她 於第28集被廢皇太子之位，並且包含之前一直一錯再錯，不但將皇太子之位讓丹兒得到，自己在楚楚挑唆設計下，被慫恿而在冊封禮上殺害丹兒而被關入天牢 於第29集因凌雲與周遭的人影響而心煩意亂，刻意四處縱火，後被聚義堂抓住 |
| 杜大偉 張裕里(童年) | 趙(凌)丹         | 楚楚之親兒 凌雲之養子 趙熙同父異母之兄弟，後和好 於第19集出生後被楚楚和蕭濤設計而與趙熙互換身份 於第27集和凌雲回宮，並且得到皇帝疼愛 於第28集冊封為皇子 影射宋仁宗 |
| 陳玟希              | 馮可兒           | 馮樂人之養女 第24集險被趙熙輕薄，幸好被凌雲衝上客棧救回 |
| 陳榮峻              | 藍公公           | 皇帝之近身太監，負責引導開朝和退朝 伺候皇帝多年，十分熟悉皇帝脾性 楚楚進宮後第一個看見的人 於第11集看到宮外的凌雲和樂人，並把其事告訴楚楚與皇帝 懷疑楚楚不是真的雲妃 |
| 黃蘊妍              | 小小             | 雲妃（後為皇后）之近身侍婢 喜歡皇后，不喜歡楚楚和靳妃，在皇后被其陷害後數次當面出言冒犯靳妃 於第14集刻意踢倒鏡子來破壞楚楚勾引皇帝，間接協助凌雲成為皇后 被皇后當作親人，皇后回宮後與她聚舊，邀請她坐下而不用如其他奴婢般站立 於第27集皇后回宮後成為高級宮女，其衣服與別的宮女不同，其他宮女和太監也稱呼其為"小小姐姐" |
| 李煒棋              | 萬山             | 將軍 於第3集為救皇帝而斬去左手 跟隨皇帝，皇后及容大姐一起與遼國打仗 於第29集重新出現成為聚義堂堂主 |
| 戴少民              | 陸商             | 將軍 曾與成親王征戰沙場，並為成親王所賞識 與萬山將軍一起與神宗一去園遊會並保護皇帝 於第2集被成親王收賣故被叛神宗，傳假聖旨並協助皇爺刺殺皇帝，後被萬山割喉所殺 |
| 王青                | 黃狗             | 邊塞將軍 常自稱粗人，不會看場合說話，但說出的話倒都是些事實 在第15集起出場至皇后回京為止 在第22集再次出場，在皇帝面前取出沾滿皇后血的戰袍，展示皇后打仗時的功勞，向皇帝求情，要求赦免皇后死罪，最後成功說服皇帝 |
| 陳狄克              | 宗元             | 邊塞將軍 在第15集起出場 成親王的奸細，目的是監視皇帝和令宋軍戰敗，被皇后識破後不知所縱 |
| 陳狄克              | 錢大叔           | 美人村村民 常找凌雲替其馬打馬蹄鐵 換臉事件發生後其馬在雲妃（冒充）巡遊時不受控制跑到轎子面前，令大人不知所措並十分憤怒，並向大人說"小人姓錢"，希望雲妃在大眾面前打馬蹄鐵，最後令楚楚出醜，被小孩子嘲笑 |
| 羅樂林              | 張伯常           | 太傅 與皇帝對付冠鼎 太子老師 第23集因為太傅拒絕太子上課期間跟隨靳妃曠課而被靳妃罵不懂得百行以孝為先 於第24集自認無法教導不受訓的太子，請求告老還鄉 |
| 曾瑋明              | 武官             | 張參謀 在第13集扮死以令楚楚講出換臉真相 |
| 蘇恩磁              | 李媽             | 協助皇后接生的奶媽 第20集被蕭濤殺死並假冒她，進行狸貓換太子，把趙熙趙丹互相調換，陷害凌雲 |
| 余子明              | 楚大叔           | 楚楚父親，並育有一子 妻子在楚楚出生後不久死掉 喜歡錢財 討厭楚楚，認為她為家庭帶來厄運 欣賞凌雲 |
| 曾健明              | 幸福客棧老闆     | 幸福客棧老闆 於14集凌雲被封為皇后後，利用之上京途中曾投棧而大造文章，並騙百姓入場費 |
| 鄧浩光              | 羅劍郎           | 巡按大人 凌雲恩人 當朝狀元 第一個叫凌雲做雲妃的人（第6集），後為了拯救牢中的凌雲不惜假傳聖旨將其救出，成功後還送她一匹馬和銀兩助她上京。 |
| 馬國明              | 美人村村民、士兵 | 在園遊會出現 支持神宗讓凌雲和楚楚參加園遊會的建議，並認為應該與民同樂 |
| 馬國明              | 天牢獄卒         | 在趙熙被禁時出現 |
| 周家怡              | 刺客             | 為成親王的奸細 於第1集園遊會假扮舞女參與巡遊藉機刺殺皇帝 東窗事發後利用一口氣自盡 |
| 張智軒              | 六部尚書         | |
| 徐淑賢              | 雲妃宮女         | 雲妃近身宮女（第12集） |
| 郭卓樺              | 貝將軍           | |
| 林遠迎              | 六部尚書         | |

## 客串演出
| 演員               | 角色         | 描述                                              |
| 佘詩曼（客串）     | 變臉後的楚楚 | 蕭濤替楚楚換臉後出現的短暫美貌 （客串第2集2分鐘） |
| 陸惠玲（聲音演出） | 觀音         | 幫助凌雲留在人間18年 （第22集、第30集）           |

## 收視
以下為本劇於香港無綫電視翡翠台之收視紀錄：
| 週次 | 集數  | 日期                  | 平均收視 | 最高收視 |
| 1    | 01-05 | 2002年1月28日—2月1日  | 24點     |          |
| 2    | 06-10 | 2002年2月4日-2月8日   | 24點     |          |
| 3    | 11-15 | 2002年2月11日-2月15日 | 22點     |          |
| 4    | 16-20 | 2002年2月18日-2月22日 | 27點     |          |
| 5    | 21-25 | 2002年2月25日-3月1日  | 31點     |          |
| 6    | 26-30 | 2002年3月4日-3月8日   | 34點     | 37點     |
| 1-6  | 全剧  | 2002年1月28日—3月8日  | 27點     | 37點     |

## 外部連結
- 無綫官方劇集網頁 - 無頭東宮

## 電視節目的變遷
| 香港無綫電視翡翠台 星期一至五 19:30-20:30 第一線劇集 | 香港無綫電視翡翠台 星期一至五 19:30-20:30 第一線劇集 | 香港無綫電視翡翠台 星期一至五 19:30-20:30 第一線劇集 |
| ---------------------------------------------------- | ---------------------------------------------------- | ---------------------------------------------------- |
|                                                      | 無頭東宮 （2002.01.28 - 2002.03.08）                 |                                                      |
| 新楚留香 （2001.12.10 - 2002.01.25）                 | 情牽百子櫃 （2002.03.11 - 2002.04.05）               |                                                      |

| 香港無綫電視翡翠台中午劇集時段 星期一至五 11:50-12:45 | 香港無綫電視翡翠台中午劇集時段 星期一至五 11:50-12:45 | 香港無綫電視翡翠台中午劇集時段 星期一至五 11:50-12:45 |
| ----------------------------------------------------- | ----------------------------------------------------- | ----------------------------------------------------- |
|                                                       | 無頭東宮 （2004.03.31 - 2004.05.13）                  |                                                       |
| 笑傲江湖 （2004.02.16 - 2004.03.30）                  | 秦始皇 （2004.05.17 - 2004.06.30）                    |                                                       |

| 香港無綫電視翡翠台黃昏劇集時段 星期一至五 17:55－18:25 | 香港無綫電視翡翠台黃昏劇集時段 星期一至五 17:55－18:25 | 香港無綫電視翡翠台黃昏劇集時段 星期一至五 17:55－18:25 |
| ------------------------------------------------------ | ------------------------------------------------------ | ------------------------------------------------------ |
|                                                        | 無頭東宮 (2006.07.27 － 2006.10.18)                    |                                                        |
| 人龍傳說 (2006.06.01 － 2006.07.25)                    | 浪漫滿屋 (2006.10.19 － 2006.12.20)                    |                                                        |

| 香港無綫電視翡翠台黃昏劇集時段 星期一至五 17:55－18:25 | 香港無綫電視翡翠台黃昏劇集時段 星期一至五 17:55－18:25 | 香港無綫電視翡翠台黃昏劇集時段 星期一至五 17:55－18:25 |
| ------------------------------------------------------ | ------------------------------------------------------ | ------------------------------------------------------ |
|                                                        | 無頭東宮 (2010.10.14 － 2011.01.06)                    |                                                        |
| 青出於藍 (2010.07.22 － 2010.10.13)                    | 爸爸閉翳 (2011.01.07 － 2011.03.17)                    |                                                        |